# Herbert Kroker
Herbert Kroker (* 24. August 1929 in Groß Merzdorf, Niederschlesien; † 14. April 2022) war ein deutscher Kombinatsdirektor und SED-Funktionär.

## Leben
Kroker, Sohn einer Arbeiterfamilie, begann nach Abschluss der Volksschule 1944/1945 eine kaufmännische Lehre. 1945 wurde er zum Volkssturm einberufen und geriet in sowjetische Kriegsgefangenschaft, in der er vier Monate verblieb.
Nach dem Zweiten Weltkrieg arbeitete er zunächst als Landarbeiter auf einem polnischen Staatsgut und absolvierte dann von 1946 bis 1949 eine Lehre zum Bauschlosser. Bis 1953 arbeitete er in diesem Beruf in der Fabrik „G. Kohl“ in Chemnitz und als Monteur im VEB Lufttechnische Anlagen Berlin. 1953 trat er dem Freien Deutschen Gewerkschaftsbund und 1954 der Sozialistischen Einheitspartei Deutschlands (SED) bei. Von 1953 bis 1955 arbeitete er als Facharbeiter und war Vorsitzender der Betriebsgewerkschaftsleitung (BGL) im VEB Starkstromanlagenbau Karl-Marx-Stadt, von 1958 bis 1961 war er BGL-Vorsitzender im VEB Industriewerke Karl-Marx-Stadt. 1957/58 studierte er an der Zentralschule der IG Metall. Von 1961 bis 1963 wirkte Kroker als Vorsitzender des Bezirksvorstandes der IG Metall im Bezirk Karl-Marx-Stadt. 1963/64 war er Organisator des FDGB-Bundesvorstandes in der VVB Werkzeugmaschinen Karl-Marx-Stadt, von 1964 bis 1968 dort Parteiorganisator des ZK der SED. Kroker durchlief von 1967 bis 1968 ein Fernstudium an der Hochschule für Ökonomie Berlin mit dem Abschluss als Diplomwirtschaftler.
1969/1970 arbeitete er als Werkdirektor im VEB Pressen- und Scherenbau Erfurt, ab 1970 dann als Generaldirektor des VEB Kombinat Umformtechnik „Herbert Warnke“ Erfurt. 1979 promovierte er an der Parteihochschule „Karl Marx“ zum Dr. rer. oec. Ab 1976 war er Abgeordneter des Bezirkstages Erfurt, ab 1979 Mitglied der SED-Stadtleitung Erfurt und von 1981 bis 1986 Mitglied der SED-Bezirksleitung Erfurt. Von 1981 bis 1986 war er Abgeordneter der Volkskammer und dort Mitglied im Ausschuss für Industrie, Bauwesen und Verkehr.
1983 wurde er wegen Differenzen mit dem für Wirtschaft zuständigen ZK-Sekretär Günter Mittag als Generaldirektor abgelöst und nach Apolda als Direktor des VEB Feuerlöschgerätewerks versetzt. Anschließend wirkte er von 1986 bis 1989 als Direktor des VEB Weimar-Werk für Landmaschinen.
Am 11. November 1989 wurde Kroker als Nachfolger von Gerhard Müller zum Ersten Sekretär der SED-Bezirksleitung Erfurt gewählt. Nach dem Rücktritt des Politbüros und des ZK am 3. Dezember 1989 leitete er bis zum Parteitag am 8. Dezember den zeitweiligen Arbeitsausschuss der SED. Ab 1990 war Kroker Mitglied der PDS.

## Schriften
- (zusammen mit Erich Seifert): Erich Seifert und die neuen Normen. Verlag Tribüne, Berlin 1963.
- (zusammen mit Erich Seifert): Zur sozialistischen Arbeit gehört die TAN. Einige Lehren aus der Arbeit bei der Einführung und Anwendung zweckmässiger ökonomischer Hebel in Produktionsbetrieben. Verlag Tribüne, Berlin 1963.
- Spitzenleistungen in der Technologie des Maschinenbaus. Ergebnisse und Erfahrungen. Dietz Verlag, Berlin 1977.
- Erfahrungen und Ergebnisse bei der Leitung und Planung des wissenschaftlich-technischen Fortschritts zur Durchsetzung einer stabilen, dynamischen Leistungsentwicklung im VEB Kombinat Umformtechnik „Herbert Warnke“ Erfurt. Zentralinstitut für sozialistische Wirtschaftsführung beim ZK der SED, Berlin 1978.
- Erfahrungen und Probleme bei der Durchsetzung des notwendigen ökonomischen Effekts aus Wissenschaft und Technik für das stabile Wachstum von Produktivität und Effektivität. Parteihochschule „Karl Marx“ beim ZK der SED, Berlin 1979.
- Dynamischer Leistungsanstieg durch straffe Leitungstätigkeit und Anwendung der rechnergestützten Betriebswirtschaft. Erfahrungen sozialistischer Leitungstätigkeit. Institut für Unternehmensführung, Berlin 1989.

## Auszeichnungen
- 1972 Vaterländischer Verdienstorden in Bronze
- 1975 Banner der Arbeit
- 1976 Stern der Völkerfreundschaft
- 1979 Verdienter Techniker des Volkes
- 1980 Held der Arbeit[3]